# 亞琛應用科學大學
亞琛應用科學大學（FH Aachen - Aachen University of Applied Sciences）是德國規模最大的應用科學大學之一，位于亞琛和於利希 ，擁有約15,000名學生、250位教授、470位講師。FH Aachen專精於特定領域，以技術、工程、商業、設計聞名。
FH Aachen在電機工程、機械工程和資訊學領域，是德國應用科學大學最頂尖的學府，位列第一名。 全部有10大學院，提供53個學士學位、22個碩士學位和三個合作學位課程。
在2016年《经济周刊》的排名中，亚琛应用科学大学在所有德国应用科学大学中，机械工程和电气工程排名第一，计算机科学排名第三。在2017年CHE高校排名中，学校的经济学部获得了最佳评价。
在中立客观的edurank中，亚琛应用科学大学以小而精的研究规模超过一众综合性大学，在各学科排行都上榜德国前30。在生物医学工程、汽车工程、航空航天、计算机工程领域，该大学更是超过了众多综合性大学，名列前茅。特别是在核技术学科中，亚琛应用科学大学更是超过了慕尼黑大学。

## 历史
FH Aachen成立於 1971 年，由多所應用科學大學和職業訓練中心合併而成。因此，它承襲100多年以來以實踐為導向的教育傳統。
1976 年，德國聯邦教育框架法將所有高等專科學校的法律地位提高到與傳統大學同等的地位。在法律範圍內，FH Aachen 與所有其他 FH 一樣是自治的，這意味著教學、研究和學術自治的自由是有保障的權利。

## 院系
- 學院 1：建築
- 學院 2：土木工程
- 學院 3：化學與生物技術
- 學院 4：藝術與設計
- 學院 5：電氣工程和資訊科技
- 學院 6：航太工程
- 學院 7：商業研究
- 學院 8：機械工程與機電
- 學院9：醫學技術與應用數學
- 學院 10：能源技術

## 地點
十個學院中有七個學院位於亞琛，共有 8,000 多名學生：建築、土木工程、設計、電氣工程和信息技術、航空航天工程、商業研究、機械工程和機電一體化。此外，教區長、總部和中央圖書館也在這裡。
於利希共有三個學院，共有 3,000 多名學生：化學與生物技術、醫學技術與應用數學以及能源技術。
亞琛校區和於利希校區為學生提供的所有服務，如學術諮詢、國際事務部、註冊辦公室、系圖書館、學生宿舍和自助餐廳。由於所有設施都集中在一個地方， 於利希校區有著校園氛圍，而亞琛校區並不是一所傳統校區，它的設施分佈在亞琛市的七座建築物中，其中一些具有悠久歷史。

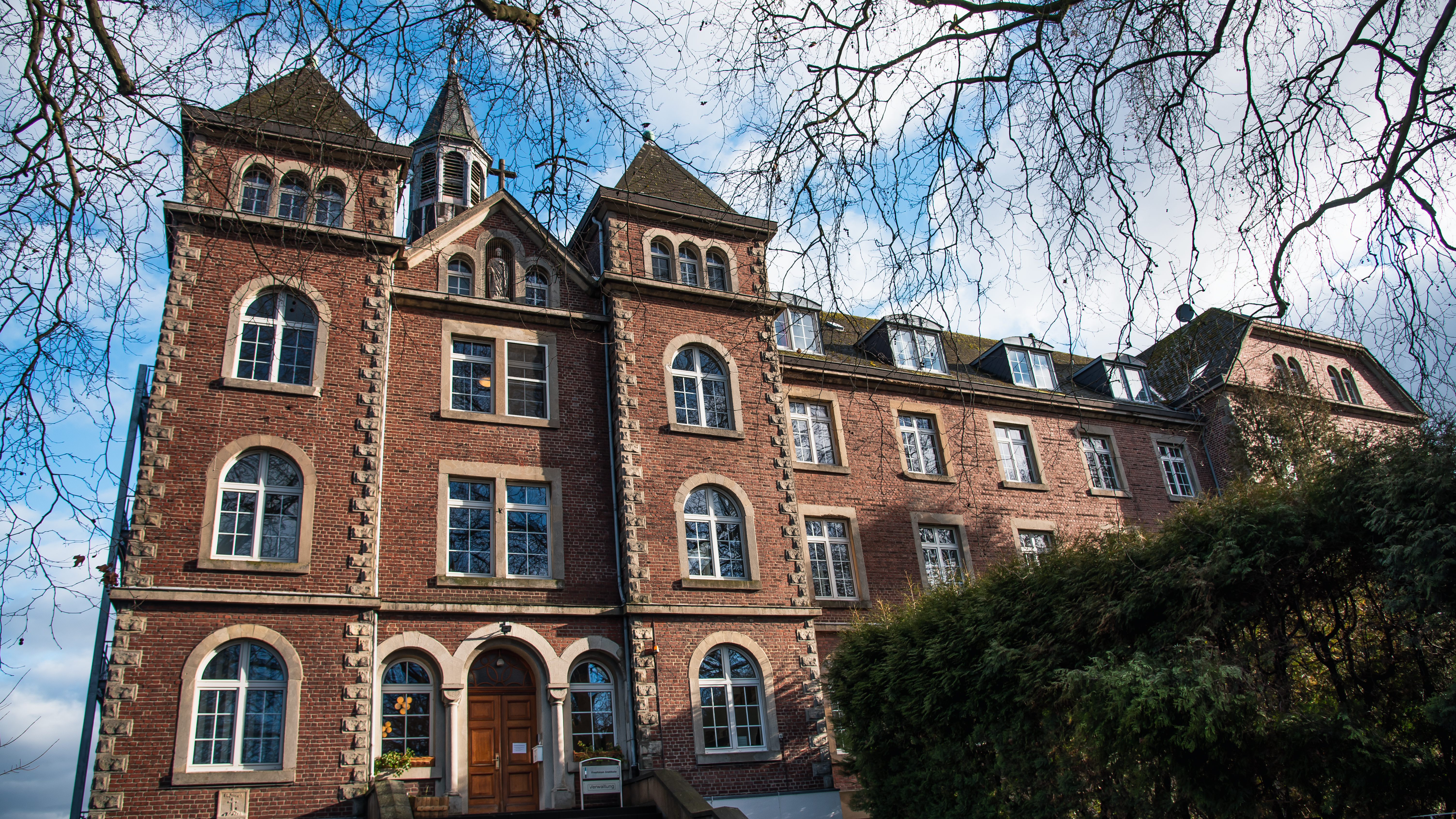
FI 主楼 (House 1)

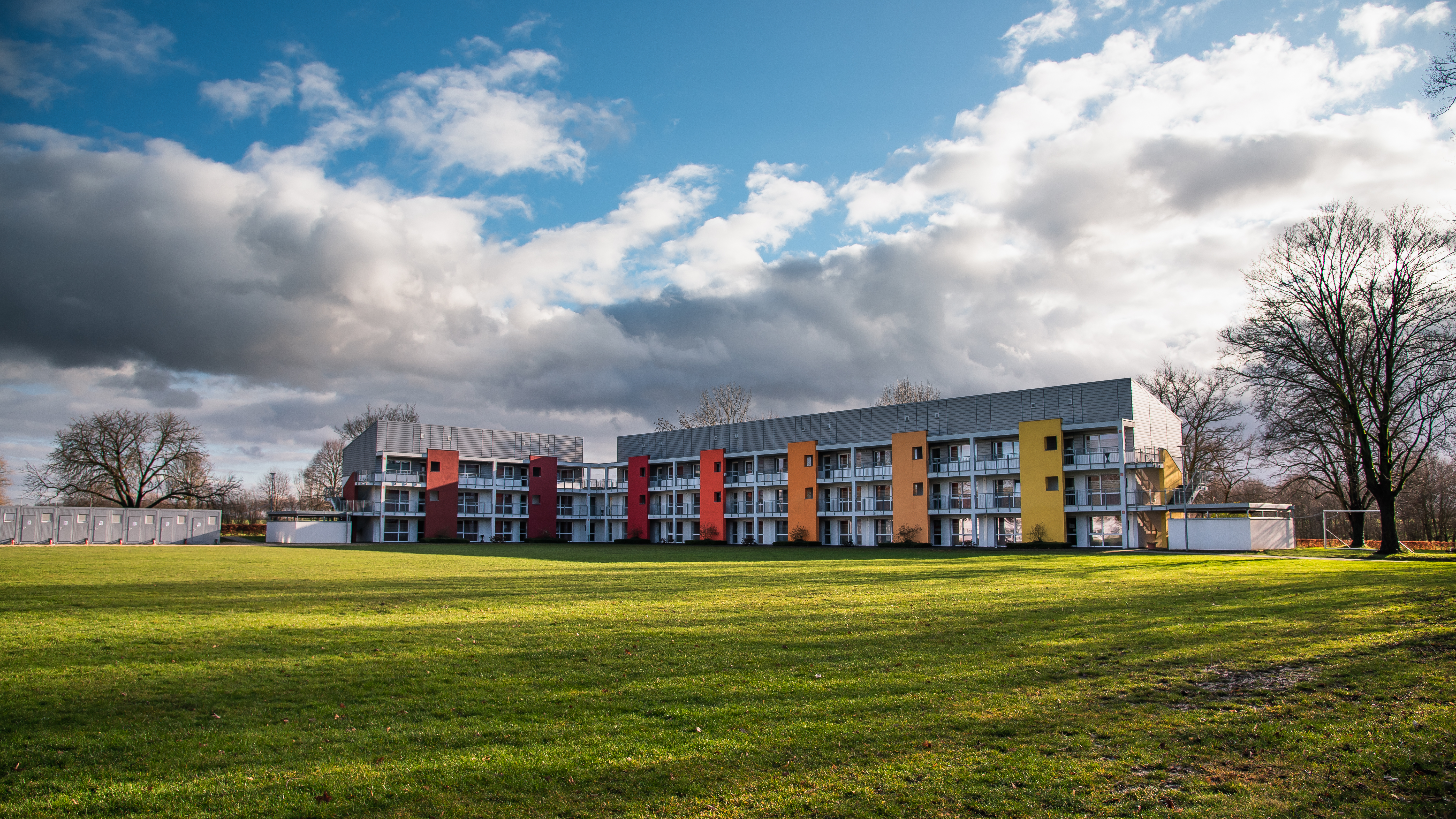
FI Studentenwohnheim (House 5)

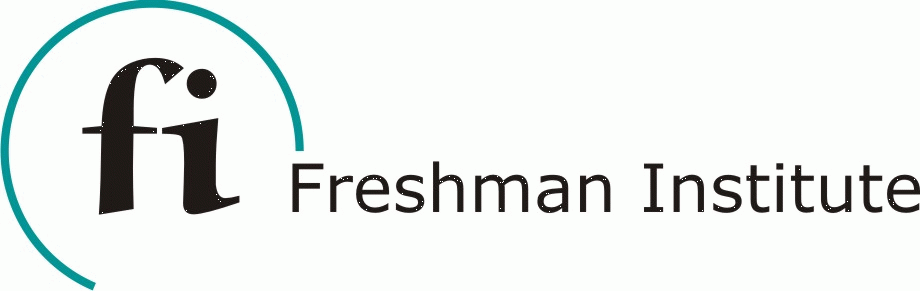
FI标志

## 画廊

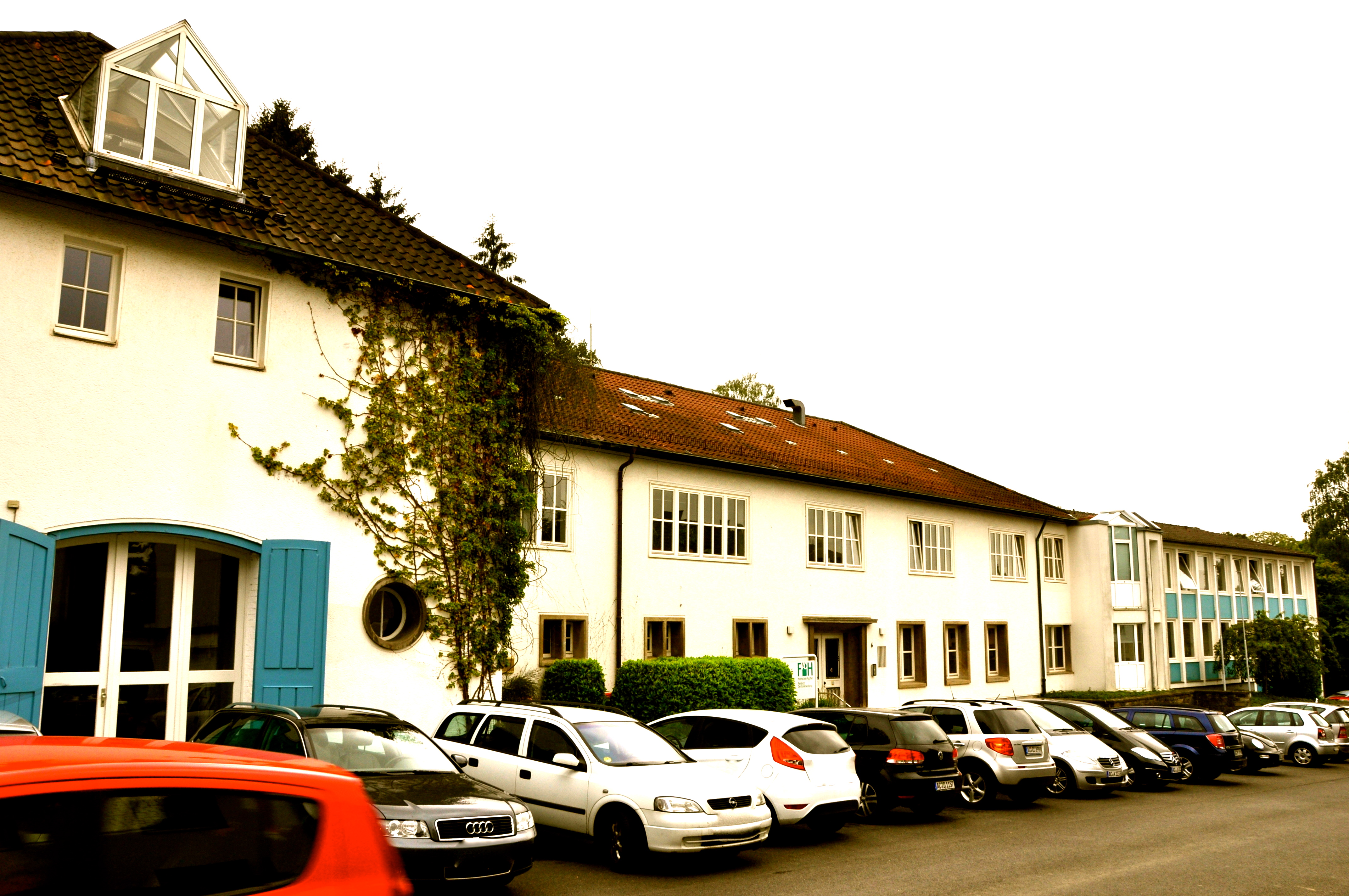
行政
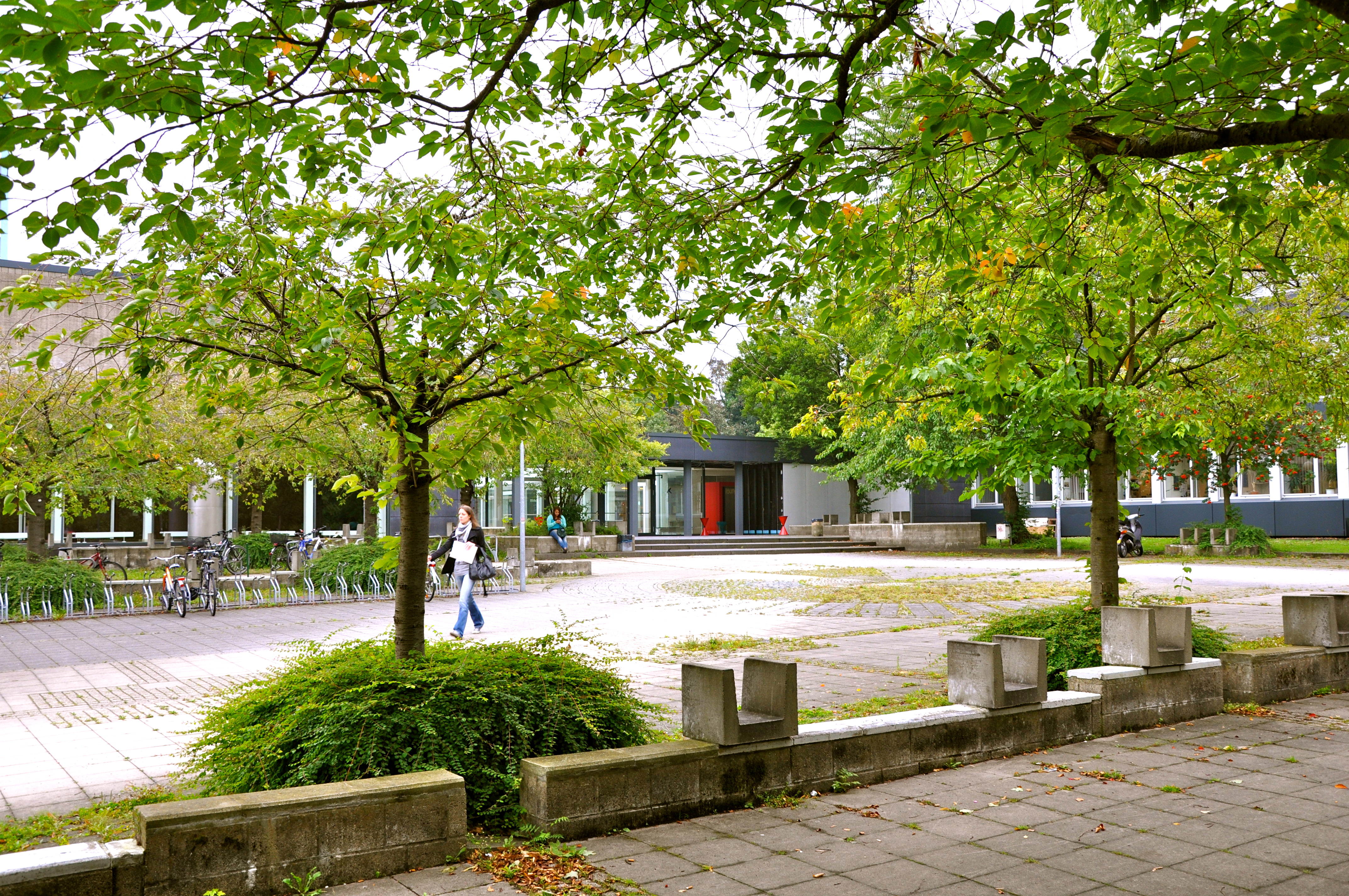
拜仁纳利校区
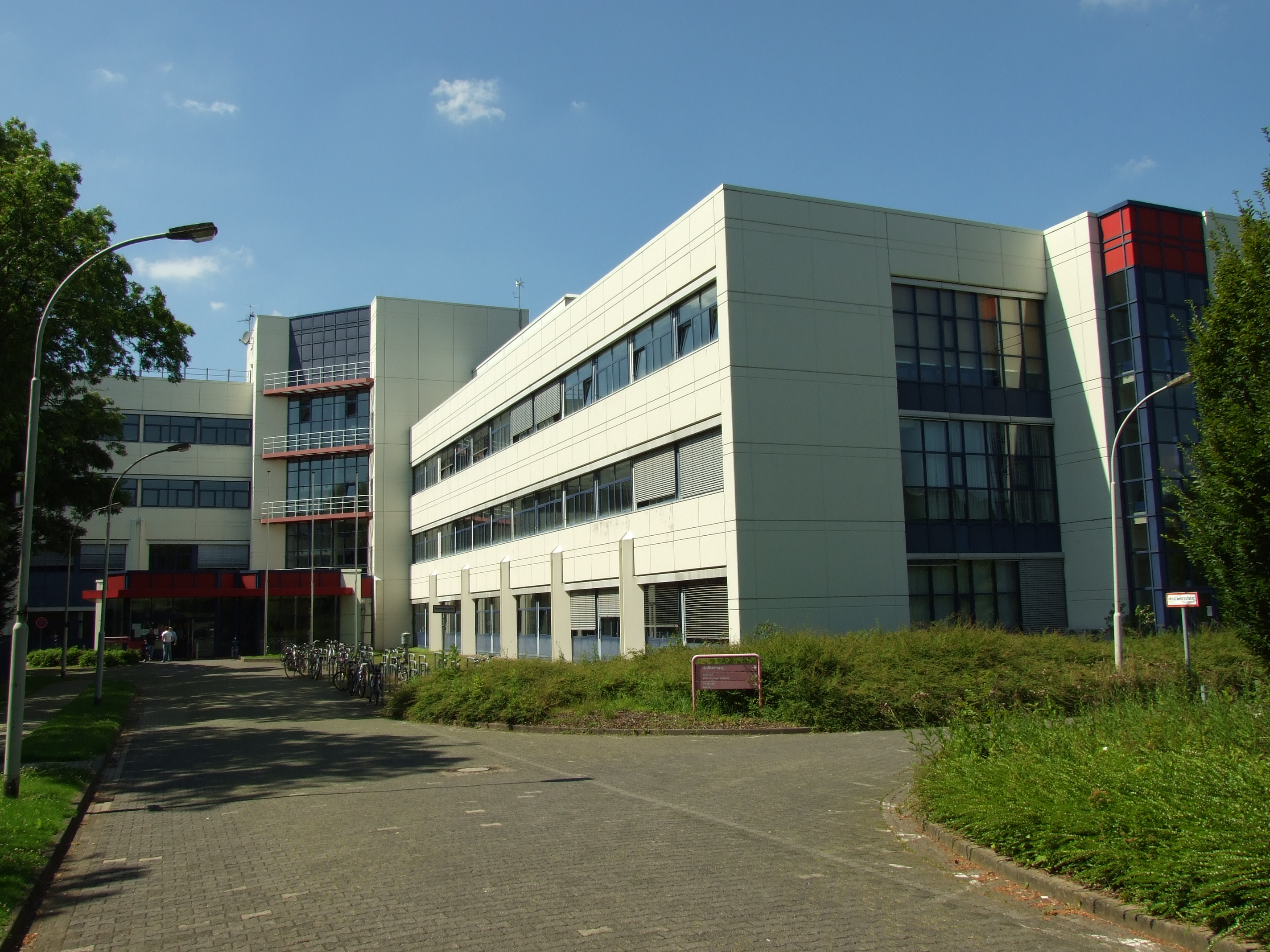
Eupener Straße 校区
歌德大街校区
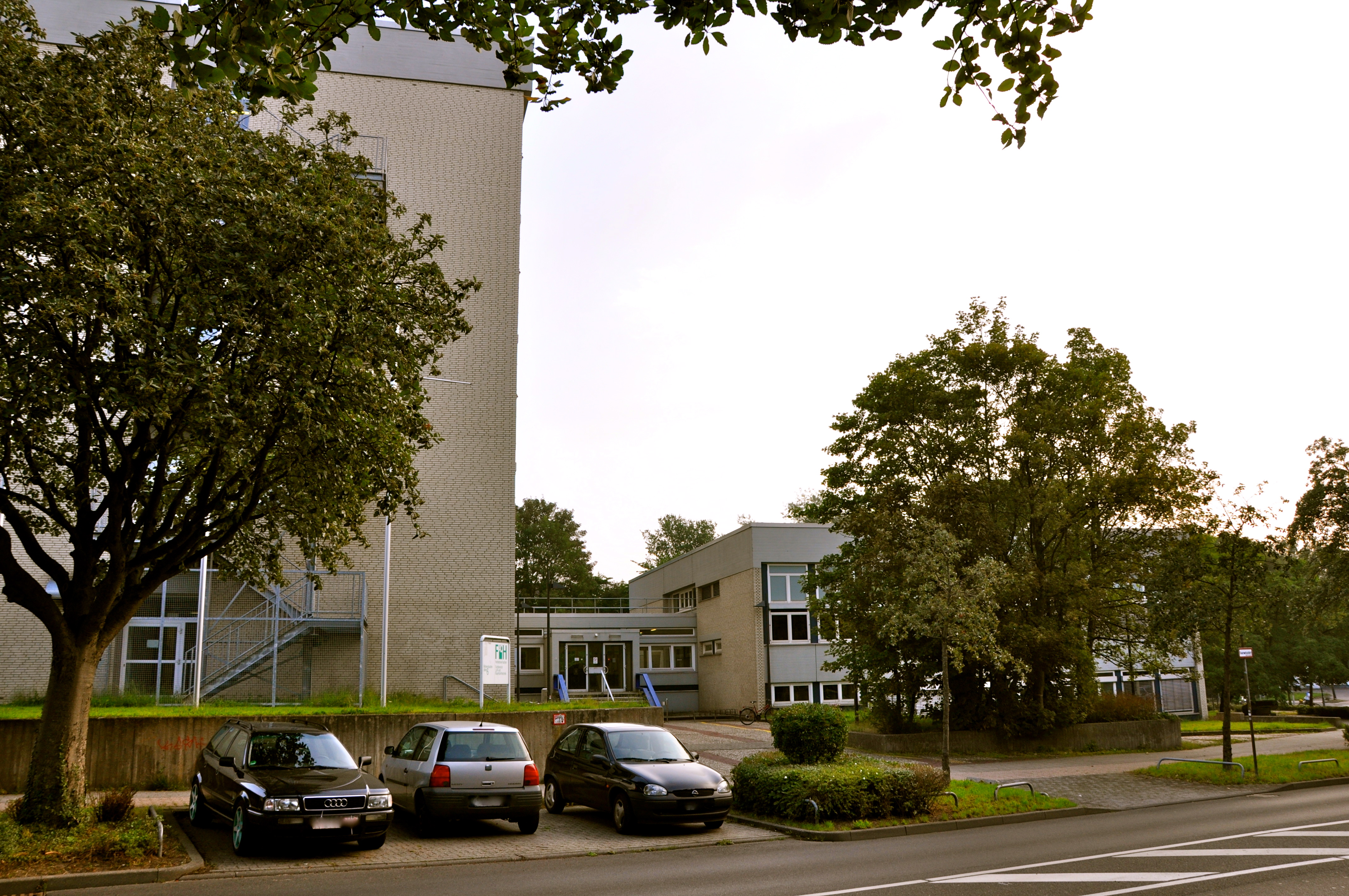
Hohenstaufenallee 校区